# Animula vagula blandula

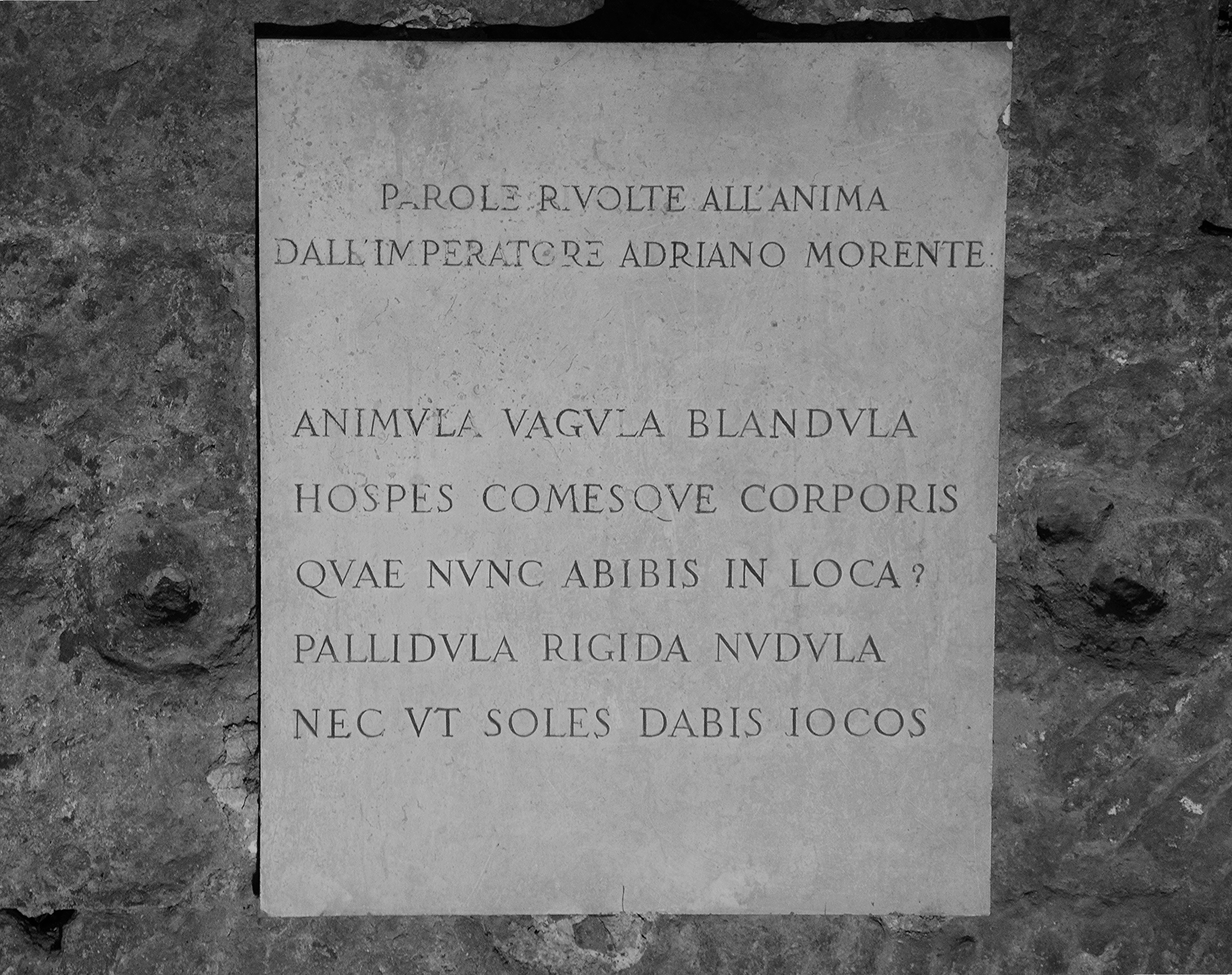

Animula vagula blandula è il primo verso e il nome con cui è nota una poesia attribuita, nell'Historia Augusta, all'imperatore Adriano morente.
(Traduzione di Lidia Storoni Mazzolani)
Numerosi letterati e poeti si sono cimentati a tradurla nelle lingue moderne; fra questi Samuel Johnson, Alexander Pope, Lord Byron.
In italiano sono reminiscenze di questa poesia le parole animula e vagulo.
La poesia compare nelle Memorie di Adriano di Marguerite Yourcenar.